# Поділля (стадіон)
Спорткомплекс «Поділля» — центральний міський стадіон міста Хмельницького, домашня арена футбольного клубу «Поділля».
Місткість — 6800 глядачів.

## Історія стадіону
Історія створення головної спортивної арени в Хмельницькому бере свій початок у 1920-х роках. Саме тоді в Проскурові з кожним роком все більшу популярність серед населення завойовував спорт й тому було прийняте рішення переобладнати під стадіон місцевий іподром. Знаходився він навпроти нинішнього парку ім. Франка, за залізничною колією (про існування тут колись іподрому зараз нагадує лише назва провулку Іподромний).
За справу взялась молодь міста. Іподром являв собою величезний пустир, в деяких місцях якого стояла вода, ріс очерет і навіть водилися дикі качки. Не один день обрану під стадіон ділянку осушували та підсипали ґрунт на футбольному полі. Пізніше вздовж поля встановили лавки та побудували дерев'яний навіс для глядачів, поруч обладнали волейбольний й баскетбольний майданчики, легкоатлетичні сектори. Після завершення всіх робіт, у 1927 році, в урочистій обстановці був відкритий перший у Проскурові «спортстадіон».
Саме тут у довоєнний час проходили найголовніші футбольні двобої і спортивні змагання. А незабаром стадіон перейшов у відомство товариства «Динамо» та одержав відповідну назву.
Питання про будівництво нового стадіону стало актуальним наприкінці 30-х років. Для новобудови обрали майданчик біля досів (будинків офіцерського складу) — саме те місце, де нині й розташувався стадіон «Поділля». Введення в дію спортарени було заплановано на 1942 рік, але німецько-радянська війна перекреслила плани.
Роботи відновили лише у квітні 1950 року. Більше сотні колективів підприємств та установ, комсомольських і піонерських організацій щодня трудились на будівництві: споруджували трибуни (загальна кількість місць — 4000, із них для сидіння — 1750), центральний вхід, встановлювали огорожу, вирівнювали футбольне поле. Найскладнішими виявилися гідромеліоративні роботи.
Попри всі складності, будівництво було проведено у рекордно короткий термін — півтора місяця. Урочисте відкриття стадіону, у якому взяв участь перший секретар обкому В. Бегма, відбулося 16 травня 1950 року. Цей день став великою подією у спортивному житті Проскурова — нарешті в ньому з'явився більш-менш сучасний стадіон.

Міський стадіон 1960 року

На початку 1960 року Хмельницька футбольна команда «Динамо» одержала статус майстрів та право виступати у чемпіонатах СРСР Та тут постала велика проблема — виявилося, що міський стадіон не відповідає вимогам проведення матчів такого рівня. Але, дякуючи долі, тодішній перший секретар обкому партії О.Ватченко був великим аматором футболу, й одразу взяв вирішення цього питання під свій особистий контроль. Було прийняте рішення про початок негайної перебудови стадіону.
У січні 1960 року перед будівельниками поставили жорсткі строки — закінчити всі роботи до 15(!) квітня, і от за три місяці виросли нові залізобетонні трибуни на 10.020 місць Із роздягальнями, душовими, сауною, медпунктом. Були встановлені щогли електричного освітлення, котрого в той час більшість стадіонів ще не мала. Загальний кошторис робіт на стадіоні склав 2.400.000 карбованців! Велику допомогу в будівництві надала громадськість міста: робітники, службовці, студенти, школярі, які безкоштовно й не один день працювали на новобудові. Урочисте відкриття стадіону відбулося 24 квітня 1960 року, в день, коли перший матч на своєму полі в рамках чемпіонатів СРСР проводили Хмельницькі динамівці.
Футбол високого ґатунку одразу завоював симпатії хмельничан. На матчі «Динамо» у 60-х роках постійно збирався повний стадіон глядачів, й футболісти віддячували їм гарною грою. У 1961-69 роках під керівництвом талановитого тренера Є.Лемешка Хмельницьке «Динамо» успішно грало у чемпіонаті та Кубку СРСР, провело серію міжнародних матчів. Згадайте хоча би «срібні» медалі Чемпіонату України 1966, або вихід у 1968 до класу «А».
Що стосується стадіону, то він 40 років залишався таким, як його побудували у 1960 році. Єдине, з 1978 року назва стала інша — «Поділля».
З 1990 року в історії стадіону почалася чорна смуга, що тривала майже десятиліття: кожні 2-3 роки головна спортивна арена міста переходила з рук у руки, змінюючи своїх господарів, власників, орендарів. Тим часом споруда прийшла у запустіння і почала руйнуватися. Нарешті, на початку 2000 року міська рада прийняла стадіон у комунальну власність міста, і з'явилась надія на приведення у нормальний стан спорткомплексу «Поділля». Тодішній мер міста М.Чекман вийшов з ініціативою провести повну реконструкцію стадіону. Будівельні роботи розпочалися у листопаді 2001 року, а у вересні 2003 року стала до ладу перша черга нового стадіону.
Фактично заново була споруджена центральна трибуна зі зручними індивідуальними місцями для глядачів, захисним дахом від дощу та прибудованою чотириповерховою спорудою для адміністративно-господарських приміщень, офісів, торговельних закладів.

## Виноски
1. ↑  ФК Поділля - Стадіон. Архів оригіналу за 29 липня 2017. Процитовано 27 липня 2017.